# Natalie Rickli
Natalie Simone Rickli, née le 19 novembre 1976 à Winterthour (originaire de Madiswil), est une personnalité politique suisse, membre de l'Union démocratique du centre (UDC). Elle est députée du canton de Zurich au Conseil national de décembre 2007 à juin 2019 et conseillère d'État zurichoise depuis mars 2019.

## Biographie
Natalie Rickli naît le 19 novembre 1976 à Winterthour. Elle est originaire de Madiswil, dans le canton de Berne. Ses parents ne sont pas engagés en politique. Elle a une sœur, née en 1994.
Elle grandit à Riet bei Neftenbach. Elle suit l'école primaire à Aesch et l'école secondaire à Neftenbach, dans le canton de Zurich.
De 1992 à 1995, elle fait un apprentissage d'employée de commerce chez Fenaco à Winterthour, une entreprise du commerce agricole. De 2005 à 2009, elle est responsable de la gestion des sites Internet de l'entreperise Adlink Schweiz AG. De 2009 à 2017, elle est responsable de la gestion des contacts stratégiques chez Goldbach Group, à Küssnacht. De 2018 à 2019, elle est conseillère en communication indépendante.
Elle habite à Winterthour.

## Parcours politique
Elle commence à s'intéresser à l'UDC en 1992, lors du référendum sur l'adhésion à l'Espace économique européen. Elle adhère aux jeunes UDC de Winterthour en 1996 et les préside de 2000 à 2003.
Elle siège de mai 2002 à juin 2007 au Grand conseil communal de Winterthour, puis brièvement au Conseil cantonal de Zurich de mai 2007 à novembre 2007.
Elle est élue au Conseil national lors des élections fédérales de 2007. Elle est réélue en 2011 avec le meilleur score du pays et en 2015. Elle siège à la Commission des transports et des télécommunications (CTT), qu'elle préside de décembre 2015 à novembre 2017, et à partir du 15 décembre 2011 également à la Commission des affaires juridiques (CAJ).
Elle est membre de l'Action pour une Suisse indépendante et neutre.
Le 24 mars 2019, elle est élue conseillère d'État du canton de Zurich, en septième et dernière position, devant le deuxième candidat du PLR Thomas Vogel. Elle remplace ainsi l'UDC Markus Kägi au gouvernement et reprend la direction de la santé en mai 2019. Martin Haab lui succède au Conseil national.
Elle est réélue au gouvernement zurichois le 12 février 2023, en deuxième position.

### Positionnement politique
Elle appartient à l'aile dure ou populiste de l'UDC,. En 2007, elle déclare se situer à 9 à la droite de son parti sur une échelle allant de 1 à 10. 
Opposée au monopole de service public de la Société suisse de radiodiffusion et télévision, elle a notamment fait campagne pour l'initiative No Billag.

### Autres mandats
Elle est présidente de 2014 à 2019 du groupe Aktion Medienfreiheit, qui lutte pour les médias privés et contre les médias du service public,.

## Critiques
Son appartenance aux cadres de Goldbach Group est souvent critiquée comme du lobbyisme,. Sa promotion date de 2009, donc deux ans après son élection au parlement national. Goldbach Group gère les fenêtres publicitaires d'actuellement au moins deux douzaines de stations privées, concurrence directe des chaînes du service public de la RTS/SRF (Radio Télévision Suisse/Schweizer Radio und Fernsehen). Or, les principales actions politiques de Natalie Rickli ont pour but d'affaiblir les chaînes de la RTS/SRF en contestant leur financement par des redevances, encaissées par Billag. 